# Joakim Dahl
Joakim Dahl es un deportista sueco que compitió en natación. Fue campeón de Europa durante el Campeonato Europeo de Natación en Piscina Corta de 2000, en la prueba de 4x50 metros estilo libre.

## Palmarés internacional
| Campeonato Europeo en Piscina Corta | Campeonato Europeo en Piscina Corta | Campeonato Europeo en Piscina Corta | Campeonato Europeo en Piscina Corta |
| Año                                 | Lugar                               | Medalla                             | Prueba                              |
| ----------------------------------- | ----------------------------------- | ----------------------------------- | ----------------------------------- |
| 2000                                | Valencia (España)                   | Medalla de oro                      | 4 × 50 m libre                      |